# 克伦民族解放军

克伦民族解放军的旧旗帜（2006~2021），因上半部分类似旭日旗可能引发华裔不满而被替换，但仍保留于某些分支部队的肩章上

克伦民族解放军（簡稱KNLA）為克伦民族联盟（KNU）領導下的一支軍事組織，以爭取克伦族的真正自治。KNLA自緬甸於1949年獨立起就開始與緬甸政府軍交戰。
2006年，KNLA的兵力約為5,000人；2012年則成長至6,000人。該軍隊由7個旅所組成，另外還有1支特種部隊。

## 歷史
克伦民族解放军前身為克倫民族保衛組織（Karen National Defence Organisation；KNDO），為克伦民族联盟在1947年所成立的軍隊，旨在保衛克伦族社群。在英屬緬甸時期，克伦民族的武装得到英國的重用以治理緬族。二战时期，克伦族军队是抗击日本入侵缅甸的重要力量之一，战争结束后克伦武装迅速分化为克伦国家联盟、克伦中央组织、佛教克伦和克伦青年四个组织，后于1947年2月5日，四支武装组织合并为克伦民族联盟。1948年1月缅甸独立之始，为了争取民族平等权和自治权，克伦民族联盟组建军队进行抗争，此军队最强盛时有正规军6万余人。后来，多次遭受缅甸军政府的分化和瓦解，2005年克伦民族联盟下辖的民主克伦佛教军和缅甸军政府签订协议，获得更多的自治权利。为配合缅甸军政府的对克伦地区的控制，民主克伦佛教军多次以缅甸政府军的名义攻打克伦民族解放军。2007年2月，第7旅向缅甸政府军投降。

## 外部連結
- Karen National Union home page （页面存档备份，存于）
- Victory over KNU, new order on Thai-Burma border
- This Month in History – May
- Karen rebels go on offensive in Myanmar （页面存档备份，存于）
- Karen National Liberation Army (KNLA) on Schema-root （页面存档备份，存于）
- BLOG: BURMA CONFLICT SITUATION REPORT （页面存档备份，存于）
- PHOTO ESSAYS OF ACTIVIST CAUSES AND DEMOS （页面存档备份，存于）
- Six month battle report for the Karen National Liberation Army
- The flag of the Karen National Liberation Army[]